# Arthur Loveridge
Arthur Loveridge (Penarth, 1891. május 28. – 1980. február 16.) brit biológus és herpetológus, aki Kelet-Afrika, különösen Tanzánia valamint Új-Guinea állatvilágát tanulmányozta. Tudományos nevet adott a térségben élő számos gekkófajnak. Zoológiai szakmunkákban nevének rövidítése: „Loveridge”.

## Életpályája
Arthur Loveridge Penarthban született, és már gyermekkorától kezdve érdeklődött a természettudományok iránt. A Walesi Nemzeti Múzeumban és a Manchesteri Múzeumban szerzett tapasztalatokat, mielőtt 1914-ben a Nairobi Múzeum (ma Kenyai Nemzeti Múzeum) kurátora lett. Az első világháború alatt csatlakozott a Kelet-afrikai Lovashadtesthez, majd később visszatért a múzeumba, hogy a gyűjteményeket kiépítse. Ezután Tanganyikában vadőrasszisztens lett.
1924-ben kezdett dolgozni a Massachusetts állambeli Cambridge-ben a Harvard Egyetem Összehasonlító Állattani Múzeumában, ahol a herpetológia kurátora volt. Több terepi munkája során visszatért Kelet-Afrikába, és számos tudományos cikket írt, mielőtt 1957-ben nyugdíjba vonult a Harvardról.
Nyugdíjba vonulása után feleségével és fiával az Atlanti-óceán déli részén fekvő Szent Ilona szigetére költöztek, ahol folytatta a természettudományos munkáit, és az 1960-as és 1970-es években számos cikket publikált a sziget élővilágáról a St Helena Wirebird és a St Helena News Review című folyóiratokban. 1980-ban halt meg, Szent Ilona szigetén temették el felesége mellé.

## Öröksége
A hüllők több faját és alfaját az ő tiszteletére nevezték el:
- Afroedura loveridgei
- Anolis loveridgei
- Atractus loveridgei
- Elapsoidea loveridgei
- Emoia loveridgei
- Eryx colubrinus loveridgei
- Melanoseps loveridgei
- Philothamnus nitidus loveridgei
- Typhlops loveridgei

## Bibliográfia
- Allen, Glover M & Loveridge, Arthur, Mammals from the Uluguru and Usambara Mountains, Tanganyika Territory in Proceedings of the Boston Society of Natural History, Vol 38, No 9, Boston, 1927.
- Barbour, T & Loveridge, A, A comparative study of the herpetological faunae of the Uluguru and Usambara mountains, Tanganyika territory with descriptions of new species in Memoirs of the Museum of Comparative Zoology at Harvard College, Vol. L, No. 2, 1928.
- Coward, TA, Observations on the Nesting Habits of the Palm Swift (Tachornis parva, Licht) made by Mr Arthur Loveridge in German East Africa in Memoirs and Proceedings of the Manchester Literary and Philosophical Society, Session 1916-1917, Vol 61, Part II, Manchester, 1917.
- Gans, Carl, In Memoriam: Arthur Loveridge in Herpetologica, Vol 37, No. 2, 1981.

- Green, AA (editor), Obituary: The Late Professor Arthur Loveridge in St. Helena News Review, Vol XII, No. 2098, 22 February 1980.
- Loveridge, Arthur, East African Reptiles and Amphibians in the United States National Museum : United States National Museum: Bulletin 151, Washington, Smithsonian Institution, 1929.
- Loveridge, Arthur, Field Notes on Vertebrates Collected by the Smithsonian-Chrysler East African Expedition of 1926 in Proceedings of the United States National Museum, Vol 73, Article 17, No 2738, Washington, 1928.
- Loveridge, Arthur, Forest Safari, London, Lutterworth Press, 1956.
- Loveridge, Arthur, I Drank the Zambezi, London, Lutterworth Press, 1953.
- Loveridge, Arthur, A List of the Amphibia of the British Territories in East Africa (Uganda, Kenya Colony, Tanganyika Territory and Zanzibar), Together with Keys for the Diagnosis of the Species in Proceedings of the Zoological Society of London, London, 1930.
- Loveridge, Arthur, A List of the Lizards of British Territories in East Africa (Uganda, Kenya Colony, Tanganyika Territory, and Zanzibar) With Keys for the Diagnosis of the Species in Proceedings of the Zoological Society of London, London, 1923.
- Loveridge, Arthur, The Lizards of Tanganyika Territory, Dar es Salaam, The Government Printer.
- Loveridge, Arthur, Many Happy Days I've Squandered, London, Robert Hale, 1949 .
- Loveridge, Arthur, Notes on East African Birds (Chiefly Nesting Habits and Endo-Parasites), Collected 1920-1923 in Proceedings of the Zoological Society of London, London, 1923.
- Loveridge, Arthur, Notes on East African Lizards Collected 1920-1923, with the Description of Two New Races of Agama Lionotus in Proceedings of the Zoological Society of London, London, 1923.
- Loveridge, Arthur, Notes on East African Mammals, Collected 1915-1922 in Proceedings of the Zoological Society of London, London, 1923.
- Loveridge, Arthur, Notes on East African Mammals, Collected 1920-1923 in Proceedings of the Zoological Society of London, London, 1923.
- Loveridge, Arthur, Notes on East African Scorpions and Solifugae, Collected 1916-1923 in Proceedings of the Zoological Society of London, London, 1925.
- Loveridge, Arthur, Notes on East African Snakes, Collected 1918-1923 in Proceedings of the Zoological Society of London, London, 1923.
- Loveridge, Arthur, Notes on East African Tortoises, Collected 1920-1923, with the Description of a New Species of Soft Land Tortoise in Proceedings of the Zoological Society of London, London, 1923.
- Loveridge, Arthur, Notes on the Three British Ophidia in Transactions of the Cardiff Naturalists' Society, Vol XLVI, Cardiff, 1913.
- Loveridge, Arthur, On Natrix Olivacea (Peters), From Pemba Island, and Other Notes on Reptiles and A. Muraenid Fish in Proceedings of the Zoological Society of London, London, 1925.
- Loveridge, Arthur, Preliminary Description of a New Tree Viper of the Genus Atheris from Tanganyika Territory in Proceedings of the New England Zoological Club, Vol XI, 1930.
- Loveridge, Arthur, Rambles in Search of Frogs in Equatoria in Harvard Alumni Bulletin, Cambridge, 1935.
- Loveridge, Arthur, Reptiles of the Pacific World (re-edition in 1946 and reimprint in 1957), 1945.
- Loveridge, Arthur, A Scientist's Trip to Eastern Africa in Harvard Alumni Bulletin, 30 October 1930, Cambridge, 1930.
- Loveridge, Arthur, A Serpent-Seeking Safaria in Equatoria in The Scientific Monthly, Vol L & LI, June & July 1940, New York, 1940.
- Loveridge, Arthur, The Snakes of Tanganyika Territory, Dar es Salaam, The Government Printer.
- Loveridge, Arthur, Tomorrow's a Holiday, London, Robert Hale, 1951.